# Fulton County Railway
Die Fulton County Railway (FCR) ist eine von Omnitrax betriebene US-amerikanische Shortline-Eisenbahngesellschaft im Fulton County im Bundesstaat Georgia.
Die Gesellschaft betreibt eine rund 90 km lange, gepachtete Strecke der CSX im Fulton County Industrial Park. In Fulco Junction besteht Anschluss ans Streckennetz der CSX. Jährlich werden etwa 8000 Wagenladungen transportiert.
Die Strecke wurde 1956 von der Atlantic Coast Line Railroad als Fulco Branch erbaut. Am 23. Oktober 2004 wurde der Betrieb von Omnitrax übernommen.